# Miroslav Lhotský

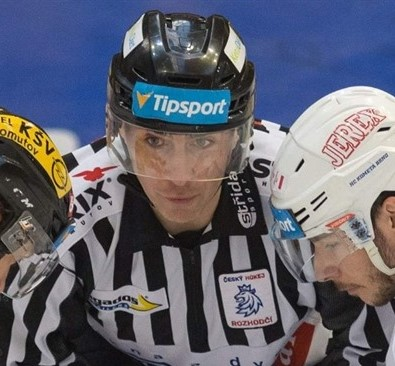
Miroslav Lhotský ELH

Miroslav Lhotský je český hokejový rozhodčí.

## Život
Pochází z Pelhřimova. Od dětství hrál hokej v mládežnických kategoriích v Pelhřimově a Jihlavě. Během studií v Praze hrál hokej za pražskou Kobru.
K rozhodování hokejových zápasů dětí se dostal během studií na střední škole. Při studiu vysoké školy v Praze a povinné vojenské služby už měl možnost rozhodovat zápasy 2. i 1. ligy. V roce 2003 při nástupu do zaměstnání (obor IT v bankovnictví), seznámil s pomoci Ladislava Horáka s čárovým rozhodčím Jiřím Svobodou, se kterým tvoří dvojici dodnes.  Po jedné sezóně v 2. lize a třech sezónách v 1. lize postoupil do nejvyšší české hokejové soutěže (ELH). Od sezóny 2007/08 je stabilním rozhodčím extraligy, kdy byl několikrát nominován k finálovým zápasům. 
V roce 2014/15 byl vyhlášen nejlepším extraligovým rozhodčím sezóny.

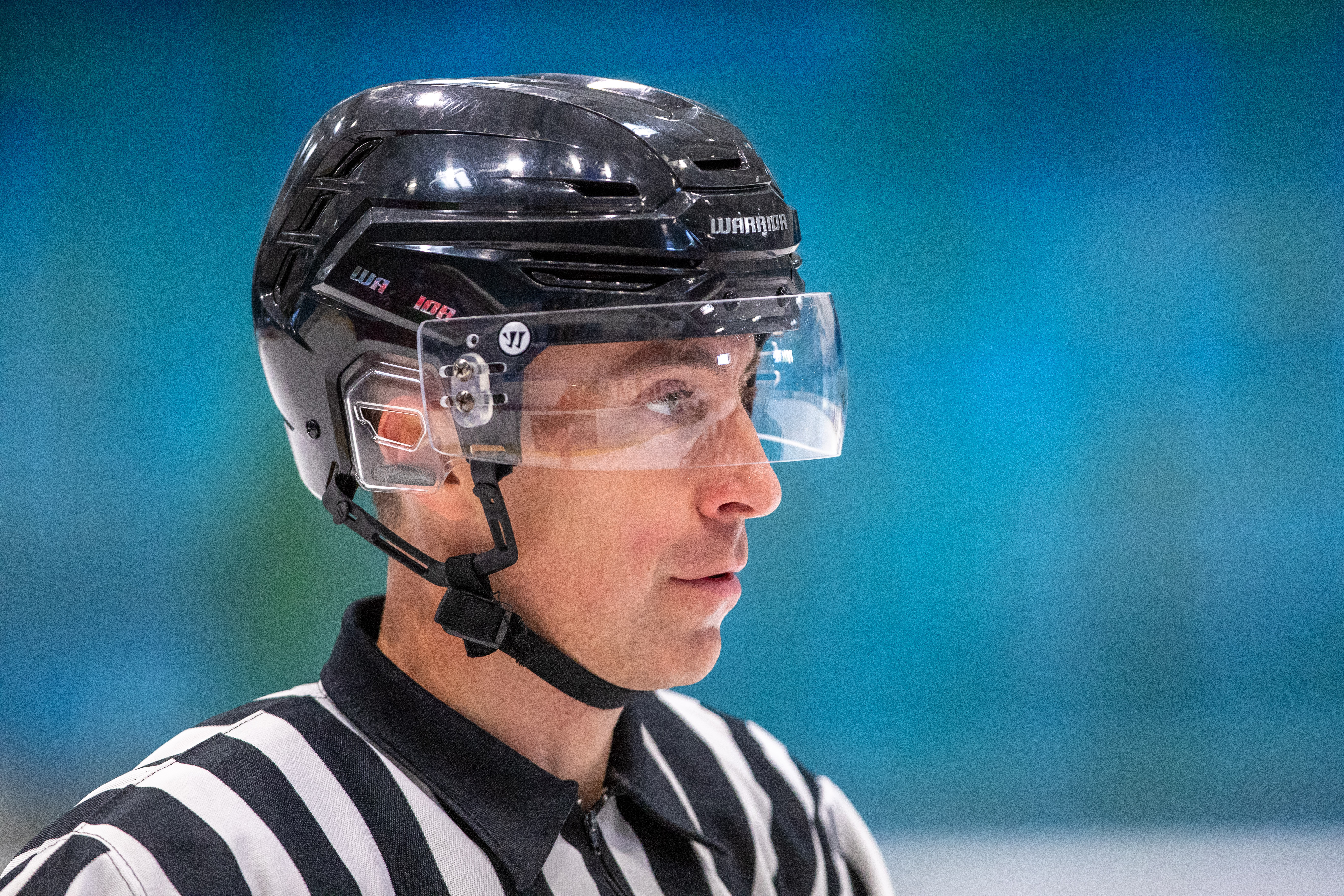
Miroslav Lhotský

Měl možnost rozhodovat zápas pod širým nebem mezi HC Kometou Brno a HC Spartou při hokejové akci „Hokejové hry v Brně“ s rekordní návštěvou diváků 22 500. 
Byl nominován na sedm mistrovství světa, kde drží unikátní bilanci, která nemá ve světě konkurenci - 7x MS = 7x nominace na finálový zápas nebo zápas o bronzovou medaili. 
V sezóně 2015/16 rozhodoval zápas finále ligy mistrů (CHL) v Oulu mezi Kärpät a Frölunda.
V sezóně 2021/22 odpískal své 500. utkání v ELH

## Nominace na nejvýznamnější mezinárodní turnaje IIHF
- MS U18 2014 Lappeenranta a Imatra, Finsko (zápas o bronz) [4]
- MS U20 2015 Toronto a Montreal,Kanada (finále)[5]
- MS 2015 Praha a Ostrava, ČR (finále) [6]
- MS 2016 Moscow a St. Petersburg, Rusko (zápas o bronz)[7]
- MS 2017 Cologne Německo & Paris Francie (zápas o bronz)[8]
- MS 2018 Copenhagen a Herning, Dánsko (zápas o bronz)[9]
- MS 2019 Bratislava a Košice, Slovensko (finále)[10]